# Gould (cráter)

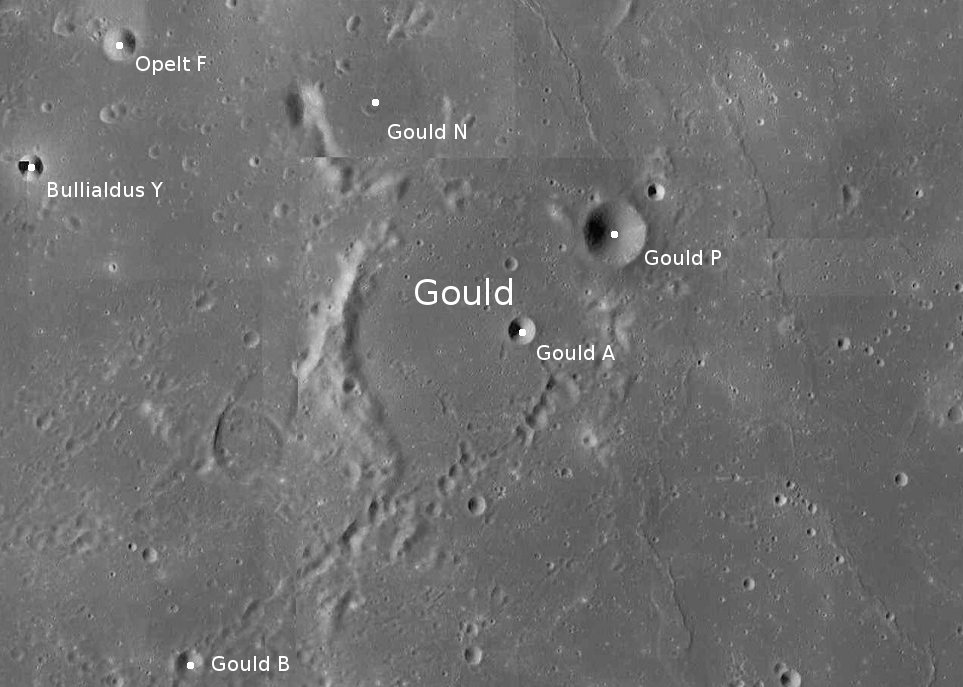
Localización de Gould. Fotografía de la misión LRO.

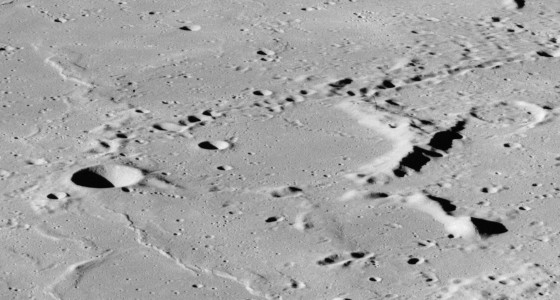
Fotografía de la misión Apolo 16

Gould es el remanente de un cráter de impacto que se encuentra en medio del Mare Nubium, en el cuadrante suroeste de la Luna, al este-noreste del prominente cráter Bullialdus, y al sur del cráter Opelt, también muy desgastado.
Este cráter ha sido inundado por lava basáltica, por lo que solo algunos segmentos del borde exterior todavía sobresalen de la superficie del mar lunar. La sección más intacta del brocal aparece en el cuadrante occidental, que ahora forma una cresta curva. Otro segmento más corto del borde noreste también se ha mantenido sobre la superficie, que está dividida en dos por el cráter Gould P. Solo algunas pequeñas crestas perfilan el cráter original al norte y al sureste, con el borde del lado sur totalmente arrasado por la lava.
Una catena de cráteres minúsculos forma una línea que va desde la parte sur del fondo del cráter hacia la parte oriental. Estos cráteres son probablemente cráteres secundarios de Bullialdus.

## Cráteres satélite
Por convención estos elementos son identificados en los mapas lunares poniendo la letra en el lado del punto medio del cráter que está más cerca de Gould.
|       | \| Gould \| Coordenadas \| Diámetro \| \| ----- \| ------------------------------ \| -------- \| \| A \| 19°12′S 17°00′O / -19.2, -17.0 \| 3 km \| \| B \| 20°30′S 18°24′O / -20.5, -18.4 \| 3 km \| \| M \| 17°42′S 17°12′O / -17.7, -17.2 \| 41 km \| \| N \| 18°24′S 17°36′O / -18.4, -17.6 \| 17 km \| \| P \| 18°48′S 16°36′O / -18.8, -16.6 \| 8 km \| \| U \| 18°12′S 14°54′O / -18.2, -14.9 \| 2 km \| \| X \| 20°54′S 16°54′O / -20.9, -16.9 \| 3 km \| \| Y \| 20°36′S 15°48′O / -20.6, -15.8 \| 3 km \| \| Z \| 19°30′S 15°06′O / -19.5, -15.1 \| 2 km \| |          |
| Gould | Coordenadas | Diámetro |
| A     | 19°12′S 17°00′O / -19.2, -17.0 | 3 km     |
| B     | 20°30′S 18°24′O / -20.5, -18.4 | 3 km     |
| M     | 17°42′S 17°12′O / -17.7, -17.2 | 41 km    |
| N     | 18°24′S 17°36′O / -18.4, -17.6 | 17 km    |
| P     | 18°48′S 16°36′O / -18.8, -16.6 | 8 km     |
| U     | 18°12′S 14°54′O / -18.2, -14.9 | 2 km     |
| X     | 20°54′S 16°54′O / -20.9, -16.9 | 3 km     |
| Y     | 20°36′S 15°48′O / -20.6, -15.8 | 3 km     |
| Z     | 19°30′S 15°06′O / -19.5, -15.1 | 2 km     |